# Rann
Rann è un pianeta immaginario dell'universo fumettistico DC, creato nel novembre-dicembre 1958 su Showcase n. 17.
Si trova nel sistema della Stella Polare (prima nel sistema di Alpha Centauri) ed è noto per essere il pianeta adottivo dell'esploratore terrestre ed eroe Adam Strange, oltre che per il meccanismo di teletrasporto chiamato "raggio Zeta" ("Zeta Beam").
Nel corso del crossover Crisi infinita è entrato in guerra con il pianeta Thanagar.